# Pseudomicroplus costatus
Pseudomicroplus costatus är en skalbaggsart som beskrevs av Marc Lacroix 1998. Pseudomicroplus costatus ingår i släktet Pseudomicroplus och familjen Melolonthidae. Inga underarter finns listade i Catalogue of Life.